# Schlieren
Schlieren je město v kantonu Curych ve Švýcarsku. Nachází se v blízkosti největšího švýcarského města, Curychu, do jehož aglomerace také patří. Žije zde  obyvatel.

## Geografie
Město Schlieren se nachází v údolí Limmatu jižně od řeky Limmat a na svém východním konci bezprostředně sousedí s městem Curych.
Sousedními obcemi jsou Dietikon, Unterengstringen, Oberengstringen, Curych a Urdorf. S obcí Uitikon sousedí Schlieren pouze v jednom bodě.

## Historie

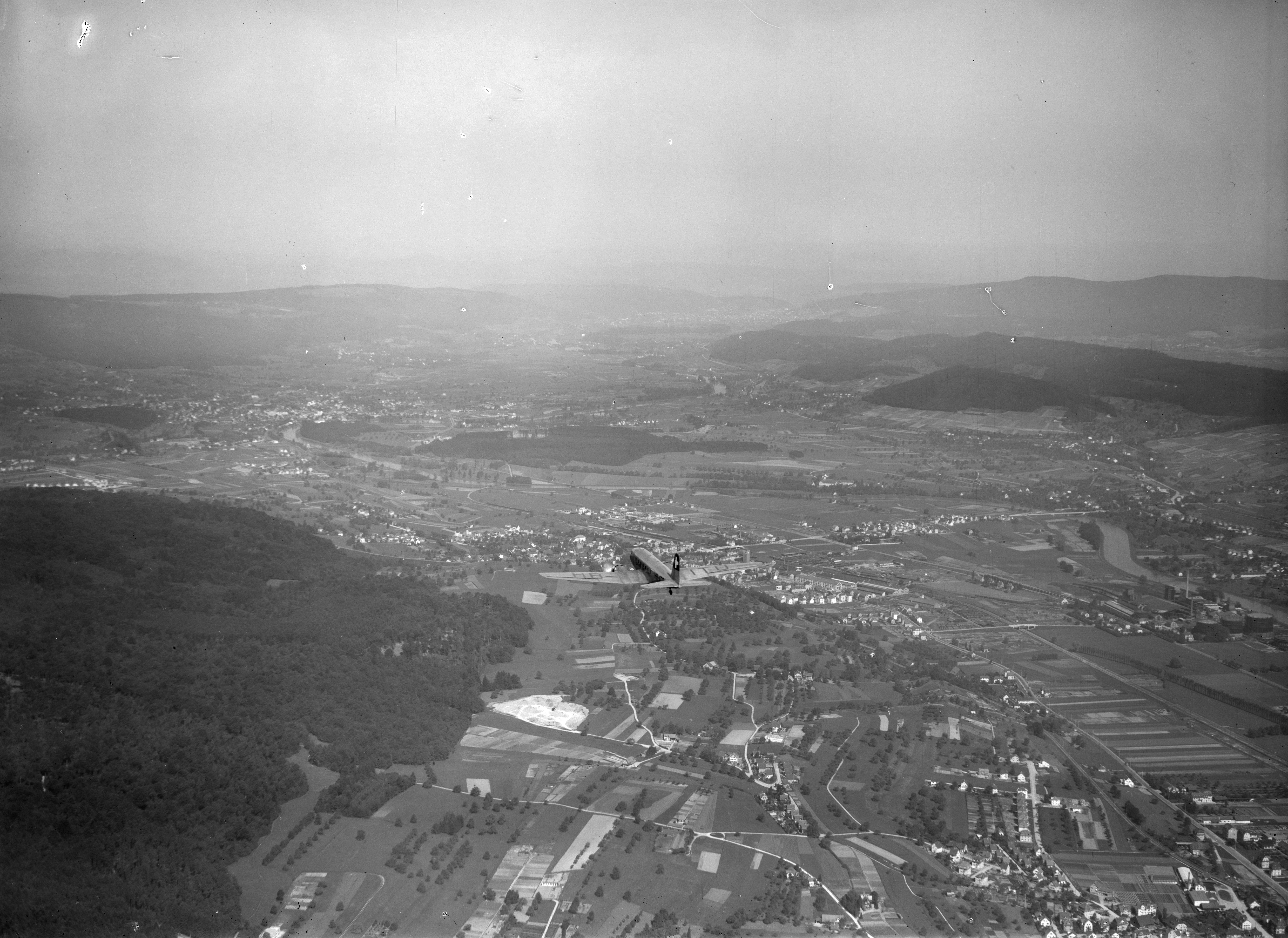
Letecký pohled (1935)

První zmínka o Schlierenu pochází z roku 828 a v držení Habsburků byl až do roku 1415. Po dobytí Aargau konfederáty bylo součástí panství Baden. V roce 1803 bylo přiřazeno ke kantonu Curych. V roce 1777 zde farář Heinrich Keller založil první školu pro hluchoněmé ve Švýcarsku, když na svou faru přijal dva hluché chlapce.
Na konci 19. století začala v důsledku industrializace postupná přeměna Schlierenu z venkovské zemědělské obce na malé město. Od roku 1899 až do svého uzavření v roce 1985 byl Schlieren sídlem společnosti Schweizerische Wagons- & Aufzügefabrik AG (SWS).
Díky blízkosti města Curych a dobrému dopravnímu spojení (do roku 1956 spojení tramvajemi, později trolejbusy a S-Bahn) začal počet obyvatel růst. V roce 1960 počet obyvatel přesáhl 10 000. V roce 2008 získal Schlieren za přijatá a realizovaná opatření v oblasti energetické politiky označení Energy City.

## Obyvatelstvo
| Rok            | 1850 | 1900 | 1950 | 1960   | 1970   | 1980   | 1990   | 2000   | 2010   | 2020   | 2022   |
| Počet obyvatel | 689  | 1670 | 6074 | 10 043 | 11 869 | 12 460 | 13 142 | 12 775 | 16 103 | 19 872 | 20 320 |

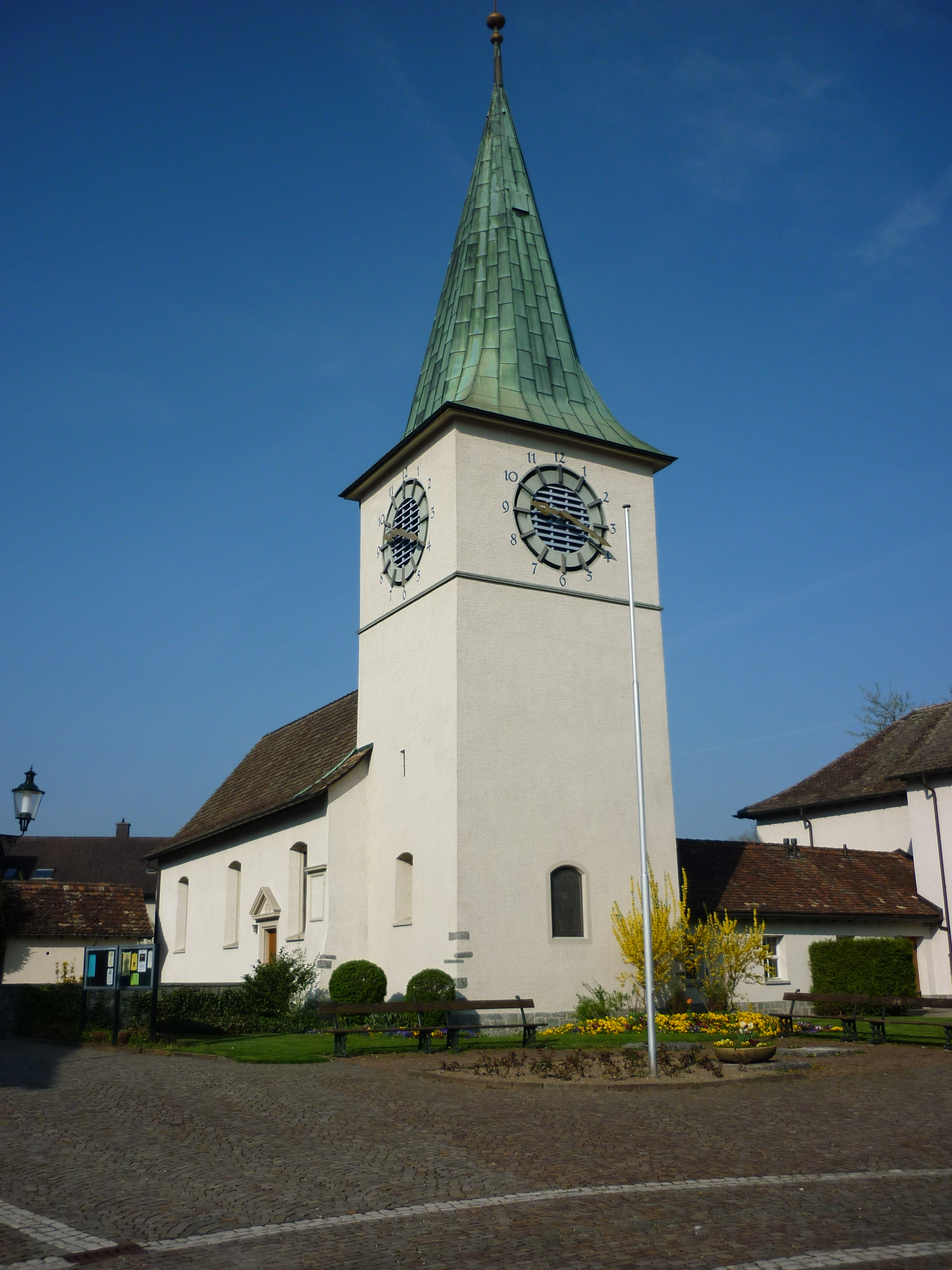
Kostel

Podíl cizinců (obyvatel s trvalým pobytem bez švýcarského občanství) činil v roce 2022 45,9 % (9324 osob).

### Náboženství
Navzdory tomu, že se Schlieren nachází v převážně reformovaném kantonu Curych (24,5 % oproti 22,9 % římskokatolického obyvatelstva), je římskokatolické obyvatelstvo ve Schlierenu početnější než protestantsky reformované, což souvisí s vysokým podílem cizinců a tím, že původně patřil k Aargau. V roce 2022 se k evangelické reformované církvi hlásilo 11,0 % obyvatel, k římskokatolické 30,7 % a 58,3 % obyvatel mělo jinou nebo žádnou konfesní příslušnost.

## Hospodářství
Schlieren se v průběhu 21. století z průmyslového města na město služeb a high-tech podniků. V areálu bývalé SWS vytvořily nová pracovní místa různé společnosti, včetně tiskárny NZZ Media Group, která byla uzavřena v roce 2015, televizní stanice Star TV a API Invest und Finanz AG. Kromě toho se zde rozvinul biotechnologický klastr s různými start-upy z tohoto odvětví, včetně firem Geistlich a Schlatter. Ve Schlierenu se nachází také sídlo společností Mercedes-Benz Schweiz AG, Strabag AG Switzerland a Sony Switzerland.

## Doprava

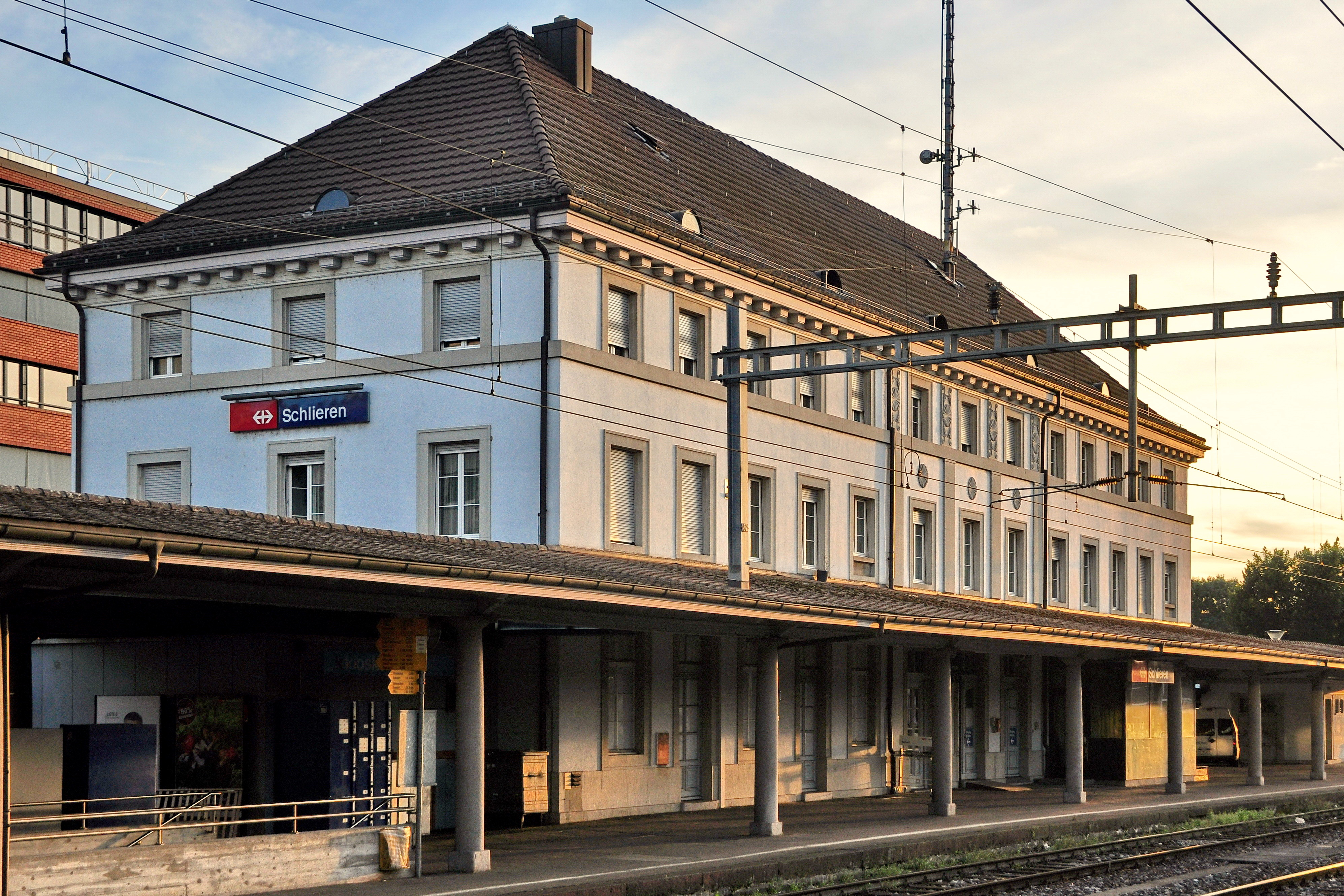
Železniční stanice Schlieren

Železniční stanice Schlieren leží na trati Curych–Baden a je obsluhována linkami S11 Aarau – Dietikon – Curych – Winterthur – Seuzach a S12 Brugg – Altstetten – Curych – Winterthur – Schaffhausen systému curyšských příměstských vlakových linek S-Bahn.
Od nádraží Schlieren jezdí také řada autobusových linek, obsluhujících město a jeho přilehlé okolí.